# Perezgil
Perezgil és un personatge de ficció interpretat per Jesús Alcaide que va aparèixer en la versió espanyola de Barri Sèsam durant els anys 1979 i 1980, i entre 1981 i 1983 a La cometa blanca, i era l'encarregat de respondre les preguntes que els nens els enviaven. És un cargol de color verd, el seu cabell és arrissat i verd, i porta ulleres. Perezgil sempre apareixia assegut sobre un mur i difícilment l'abandonava. Perezgil és un personatge adult molt intel·ligent, però una mica repel·lent. És el personatge antagònic a la Gallina Caponata.